# Нильсен, Каспер
Каспер Мёруп Нильсен (дат. Casper Mørup Nielsen; род. 29 апреля 1994, Эсбьерг, Рибе) — датский футболист, полузащитник клуба «Стандард».

## Клубная карьера
Воспитанник клуба «Эсбьерг». В 2009 году, в 15-летнем возрасте, подписал первый профессиональный контракт с клубом. В том же году ездил на просмотр в английский «Манчестер Сити».
Первый матч за взрослую команду своего клуба провёл 28 ноября 2012 года против «Люнгбю» в рамках Кубка Дании, в том сезоне «Эсбьерг» выиграл этот трофей. В чемпионате Дании дебютировал 12 мая 2013 года в игре против «Копенгагена», заменив на 88-й минуте Арнора Смарасона. Первый гол в чемпионате страны забил 7 мая 2014 года в ворота «Сённерюске» и помог своему клубу добиться волевой победы 2:1. В сезоне 2015/16 стал основным игроком команды, принял участие в 31 игре из 33-х сыгранных.
В январе 2017 года подписал контракт с «Оденсе» на 3.5 года.
4 июля 2019 года присоединился к клубу «Юнион».

## Карьера в сборной
Выступал за сборные Дании младших возрастов.

## Личная жизнь
Отец Каспера, Хенрик «Исманд» Нильсен (род. 1971) тоже был футболистом и в начале 2000-х выступал за «Эсбьерг».

## Достижения
- Обладатель Кубка Дании: 2012/13